# Caleb (fils de Hesron)
Pour les articles homonymes, voir Caleb.
Caleb ou Calubi appartient à la Tribu de Juda. Il est un fils de Hesron et un petit-fils de Pérets fils de Juda et de Tamar. Il a deux frères : Jérahméel le premier-né de Hesron et Ram dont est issue la lignée royale et messianique.

## Enfants de Caleb
Son premier-né est appelé Marésa.
Ses enfants nés de sa femme Azuba sont : Jaser, Sobab et Ardon.
Son enfant né d'Ephrata la femme de son père Hesron est: Ashhour,.
Ses enfants nés de sa concubine Epha sont : Haran, Mosa et Gézez.
Ses enfants nés de sa concubine Maacha sont : Saber, Tarana, Saaph et Sué.

## Les deux Caleb
Plus d'un siècle sépare Caleb fils de Hesron de son descendant Caleb fils de Jéphunné.
Akhsa la fille de Caleb fils de Jéphunné, est dite fille (c'est-à-dire descendante) de Caleb fils de Hesron.